# The Emotions
The Emotions sono un trio musicale femminile statunitense formatosi a Chicago che ha inciso dischi dal 1969 al 1998.

## Storia del gruppo
La formazione originaria era composta da tre sorelle afroamericane: Sheila Hutchinson, Wanda Hutchinson e Jeanette Hutchinson.  Nate e cresciute a Chicago, cantarono a lungo nel coro gospel della loro chiesa.
Fu nel 1969 che decisero di formare il trio The Emotions, registrando subito il loro primo singolo, una canzone soul intitolata So I Can Love You, che ebbe un discreto successo.
Nel 1975 si unirono a Maurice White degli Earth, Wind & Fire, per realizzare la canzone della loro svolta disco, Best of My Love, con la quale conquistarono la vetta della hit parade USA.
Nel 1979 fu invece la band di Maurice White a cercare le sorelle Hutchinson, che apparvero in veste di coriste nella canzone Boogie Wonderland.
Fino al 1984 il trio lanciò brani dalle ottime vendite. Nel 1985 firmarono un contratto con la Motown, per la quale incisero If I Only Knew, che fu un flop.
L'anno dopo la formazione si sciolse e le tre sorelle iniziarono le loro carriere da soliste, ma con scarse fortune. Tuttavia nel 1996 il gruppo si ricostituì, ma senza Jeanette, che venne sostituita da un'altra sorella, Pamela, la più giovane della famiglia. L'ultima loro registrazione è rappresentata da The Emotions Live (1998).
Nel 2020 è morta Pamela Hutchinson, all'età di 61 anni.

## Formazione

### Formazione attuale
- Sheila Hutchinson
- Wanda Hutchinson

### Ex componenti
- Jeanette Hutchinson
- Therese Davis
- Adrianne Harris
- Pamela Hutchinson

## Discografia
Album studio
- 1969 - So I Can Love You
- 1971 - Untouched
- 1972 - Songs of Innocence and Experience
- 1976 - Flowers
- 1977 - Rejoice
- 1977 - Sunshine
- 1978 - Sunbeam
- 1979 - Come into Our World
- 1981 - New Affair
- 1984 - Sincerely
- 1985 - If I Only Knew

Raccolte (lista parziale)
- 1996 - Best of My Love: The Best of the Emotions
- 1998 - The Emotions